# Франьич, Иван
И́ван Фра́ньич (хорв. Ivan Franjić; род. 10 сентября 1987[…], Мельбурн) — австралийский и хорватский футболист, правый защитник и главный тренер клуба «Мельбурн Найтс». Выступал в сборной Австралии.

## Клубная карьера
Франьич начал карьеру в команде «Сент-Олбанс Сэйнтс». Отыграв сезон, он перешёл в «Мельбурн Найтс». В новой команде он был переведён на позицию вингера. В 2009 году Иван непродолжительное время выступал за «Окли Кэннонс». Летом того же года Франьич перешёл в «Брисбен Роар». 12 сентября в матче против «Ньюкасл Юнайтед Джетс» он дебютировал за новую команду. 20 октября 2010 года в поединке против «Сентрал Кост Маринерс» Иван забил свой первый гол за «Роар». В 2011 году Франьич помог клубу выиграть Эй-лигу. В 2012 и 2014 годах он ещё дважды стал чемпионом Австралии.
В августе 2014 года Иван после травмы, полученной на чемпионате мира 2014, перешёл в российский клуб «Торпедо» (Москва) за 200 тысяч евро. 25 октября в матче против «Кубани» Франьич дебютировал в РФПЛ. 28 апреля 2015 года он разорвал контракт с «Торпедо» из-за регулярного невыполнения условий контракта.
Летом 2015 года Иван подписал контракт с «Мельбурн Сити». 20 ноября в матче против своего бывшего клуба «Брисбен Роар» он дебютировал за новый клуб. 6 января в поединке против «Уэстерн Сидней Уондерерс» Франьич забил свой первый гол за «Мельбурн Сити».
Летом 2017 года Иван перешёл в южнокорейский «Тэгу». 23 июля в матче против «Канвона» он дебютировал в чемпионате Южной Кореи.
В том же году Франьич вернулся в «Брисбен Роар», подписав контракт на год.
31 мая 2018 года Иван на правах свободного агента присоединился к «Перт Глори», подписав двухлетний контракт.
1 сентября 2020 года Франьич подписал контракт с клубом-новичком Эй-лиги «Макартур».

## Международная карьера
20 июля 2013 года на чемпионате Восточной Азии 2013 против сборной Южной Кореи Франьич дебютировал за сборную Австралии. Франьич принял участие в одном матче сборной Австралии на чемпионате мира 2014 — против Чили (1:3), в котором отдал голевую передачу на Тима Кэхилла и получил травму, из-за которой не смог продолжить выступать на турнире.
В начале 2015 года Иван попал в заявку национальной команды на участие в домашнем Кубке Азии. На турнире он сыграл в матчах против сборных Кувейта, Омана, ОАЭ, Китая и дважды Южной Кореи. По итогам соревнований Франьич завоевал золотую медаль.

## Достижения
Командные
 «Брисбен Роар»
- Чемпионат Австралии (3) — 2010/11, 2011/12, 2013/14

Международные
 Австралия
- Кубок Азии — 2015